# Читалин, Михаил Иванович
Михаил Иванович Читалин (23 июля 1911, село Воскресенское, Саратовская губерния — 25 марта 1980, Волгоград) — заместитель командира по политической части батальона стрелкового полка, участник Великой Отечественной войны, Герой Советского Союза.

## Биография
Родился 23 июля 1911 года в селе Воскресенское (ныне — районный центр Саратовской области).
Участник Великой Отечественной войны с 1941 на Западном, Воронежском, Центральном и 1-м Украинском фронтах.
В сентябре 1943 года подразделение Читалина вышло к Днепру. Командованием было приказано немедленно форсировать реку. Батальон одним из первых пересёк Днепр и закрепился на вражеском берегу. Немцы пытались вернуть захваченный плацдарм. 2 октября 1943 года было организовано 8 контратак. За день боёв батальон Читалина, командование которым он принял после гибели командира, уничтожил более трёхсот противников. Захваченный плацдарм был удержан. Боевая задача была выполнена.
Звание Героя Советского Союза с вручением ордена Ленина и медали «Золотая Звезда» присвоено указом Президиума Верховного Совета СССР от 17 октября 1943 года «за отвагу и мужество, проявленные при форсировании Днепра, захвате и удержании плацдарма на западном берегу реки».
В 1943 году попал в плен. В 1944 году бежал, создал партизанский отряд.
Жил в Сталинграде. Умер 25 марта 1980 года.

## Награды
- Медаль «Золотая Звезда»;
- орден Ленина;
- орден Красной Звезды.

## Память
- С 21 марта 1990 года имя М. И. Читалина носит улица в Перми.
- Именем М. И. Читалина назван сухогруз СТ-1331 — «Михаил Читалин».
- 21 марта 1990 на здании школы по улице Читалина, 10 в Перми установлена мемориальная доска[1].